# یوجین مرل شومیکر
یوجین مرل شومیکر (به انگلیسی: Eugene Merle Shoemaker) (زادهٔ ۲۸ آوریل ۱۹۲۸ - درگذشتهٔ ۱۸ ژوئیهٔ ۱۹۹۷) که با نام جین شومیکر (به انگلیسی: Gene Shoemaker) هم شناخته می‌شود، یک زمین‌شناس آمریکایی و از بنیادگذاران دانش سیاره‌شناسی بود. او بیشتر به دلیل کشف دنباله‌دار شومیکر-لوی ۹ به همراه همسرش کارولین شومیکر و دیوید لوی شناخته شده‌است.